# 秦灭六国之战
秦灭六国之战，指戰國末期七大諸侯國之一的秦国進行消灭山東六国、完成统一的战争。从前236年攻打趙国到前221年灭齐国结束，共计15年的时间，先后消灭韩、赵、魏、楚、燕、齐六国，结束自春秋以来长达500多年的诸侯割据纷争的局面，建立華夏歷史上第一个君主中央集权国家，即秦朝。

## 背景

### 變法
公元前356年，秦孝公任命商鞅为左庶长，开始变法。主要内容为：第一，“令民为什伍”，实行连坐法；第二，重农抑商，奖励耕织；第三奖励军功，按功受爵，贵族无军功不再受爵；第四，“燔诗书而明法令”。
前350年商鞅又进行第二次变法，统一秦国的度量衡；废分封，行县制；“为田开阡陌封疆”，废除井田制，以法律形式确立土地私有制度。商鞅变法后，秦国逐步强盛起来，为秦统一六国奠定了基础。

### 侵略過程
战国时代延续了春秋时期的百家争鸣，法家的依法治国、墨家的兼爱非攻、儒家的仁政王道、道家的无为而治、兵家的攻心为上、以及纵横家的合纵连横，都反映诸侯追求国家富强、崇尚开疆扩土。原先位处西陲的秦国通过商鞅变法鼓励耕战，社会改革比较彻底，最终建立了中央集权“车同轨，书同文，行同伦”的国家政权，通过二十等爵制度实现阶级跃迁的新兴地主和自耕民力量日益强大，经济发展迅速，军队装备精良，战斗力强有“虎狼之师”之称。相比之下，曾称霸中原的关东六国先后衰败下去，韓、燕皆從未稱霸，魏只於戰國前期強盛，楚國於前301年的垂沙之戰後衰敗，齊國於前284年的濟西之戰後衰敗，趙國於前260年的長平之戰後衰敗，唯独秦国虽然在函谷关之战、邯鄲之戰、河外之戰等战役中战败，但胜多负少，越战越强 。
秦王政刚即位的时候，李斯就在上书中指出：秦国已具备统一天下的条件，六国实际上已降到秦之郡县的地位。这说明由秦国统一，已经是水到渠成。

### 准备
前238年秦王政铲除丞相吕不韦和长信侯嫪毐集团，开始亲政。秦王政在李斯、尉缭等人的协助下制定「灭诸侯，成帝业，为天下一统」的策略。具体的措施是：笼络燕齐，稳住魏楚，消灭韩赵；远交近攻，逐个击破。
- 前236年，秦王政趁赵国进攻燕国之际，分两路大军攻赵，拉开统一战的序幕。秦军攻占赵国的阏与（今山西和顺）、撩阳（今山西左权）、邺（今河北磁县南邺镇）和安阳（今河南安阳西南）等9座城池，趙国的实力大减。
- 前234年，秦王政担心秦灭韩时，赵国仍有助韩的可能，再度攻打赵国的平阳（今河北磁县东南）、武城（磁县西南），斩首10万，大败赵军，并杀死赵将扈辄。赵国经过秦国数年的攻击，再无组织进攻能力，仅能退守邯郸自保，秦军才转向攻打韩国。
- 前232年，秦军分两路进攻番吾（今河北灵寿西南），被李牧击败（番吾之战）。
- 前231年，赵国地带发生地震。
- 前230年，赵国遭遇饥荒。

## 过程

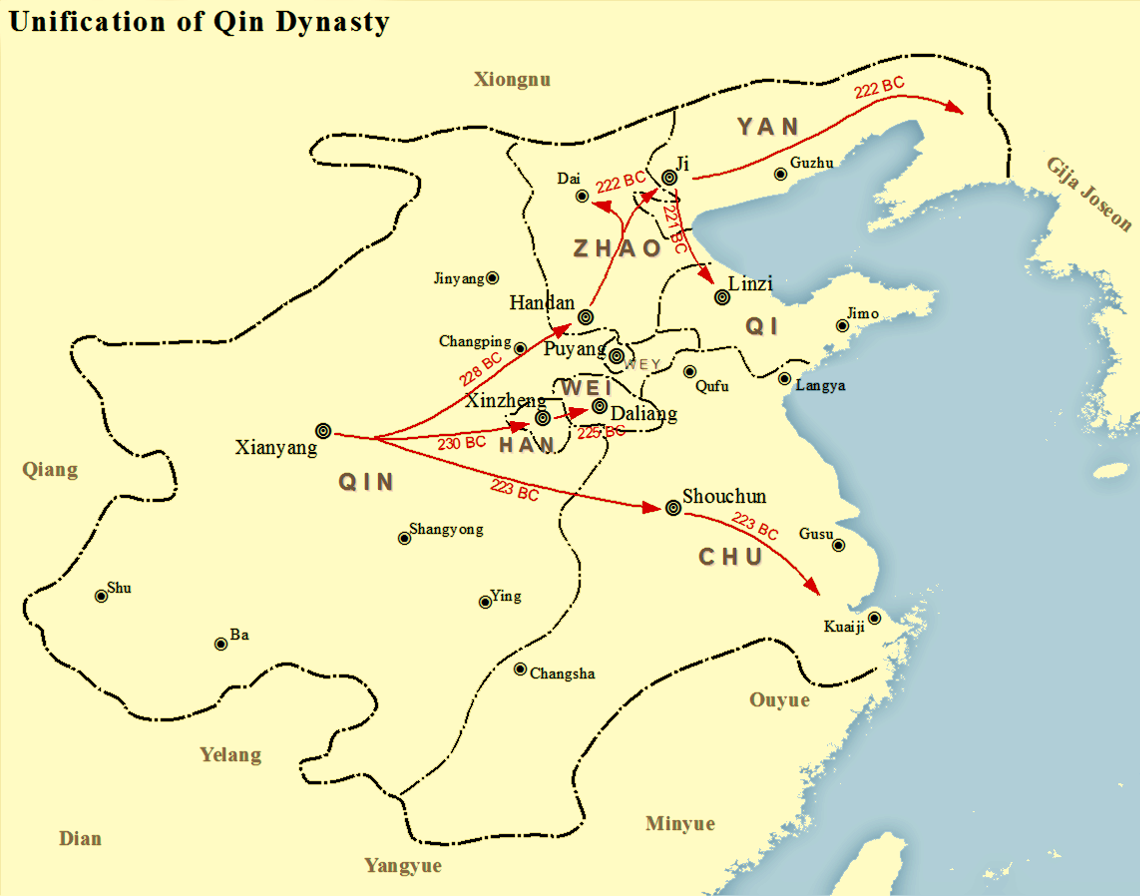
秦国殲灭六国示意图

按消滅先後分述史載如下：

### 灭韩
前230年，秦王政派内史腾率十萬大军突然南下渡过黄河，攻破韩国首都郑（今河南新郑），韓王安投降，韩国灭亡。秦国遂在韩地设置颍川郡，建郡治于阳翟（今河南禹州） 。

### 灭赵
- 前260年，长平之战，秦昭襄王遣秦将白起击败赵将赵括，并坑杀四十万赵国降卒，仅释放240名年幼赵卒回国传播恐怖。
- 前229年，秦灭韩后第二年，秦军乘赵国遭受旱灾之际，兵分两路，南北合击赵都邯郸。秦王政派王翦领兵攻赵，赵派李牧、司马尚领兵抵御。李牧的军队战斗力很强，多次打败秦军。王翦用重金收买赵王的宠臣郭开，结果赵王杀死李牧。李牧被杀，引起军队的不满，导致战斗力涣散[6]。
- 前228年，秦军破赵军，攻占邯郸，赵王迁被迫降秦。赵国灭亡。赵国公子嘉逃到代郡（治今河北省蔚县东北），收拾残部，自立为代王，建立代国[6]。

### 灭魏
前225年，秦国将领王翦之子王贲率兵出关中，攻占楚国北部的十几座城，保障攻魏秦军侧翼安全后，旋即回军北上突袭并围困住魏都大梁（今河南开封），魏军依托大梁的城防工事死守，秦军强攻毫无奏效，于是引黄河水灌入城内。三个月后，大梁城被水浸坏，魏王假投降，魏国灭亡。秦在魏国地区设立砀郡。

### 灭楚及越
- 前226年，秦王派李信和蒙恬率20万秦军攻楚，楚将项燕率军抵抗，秦军攻下平兴（今河南汝南县东南）、寝（今河南沈丘县东南）进兵到鄢郢（指楚都，即壽春，今安徽壽縣），引兵向西轉移到城父（今安徽亳州市），项燕反击，大败秦军，李信败逃[8]。
- 前225年，秦王命老将王翦率60万大军再次伐楚，两军在陈相遇，王翦采取屯兵练武、坚壁不战、以逸待劳的战略[8]。
- 前224年，楚军多次挑战，秦军亦不与交战，项燕只好带兵东归，秦军趁楚国撤退之时迅速出击，并在蕲大败楚军，又强渡淮水，直抵楚都寿春（今安徽寿县）城下。
- 前223年，秦军乘胜追击，攻占楚都寿春，俘虏楚王負芻。项燕败退至淮河以南，立昌平君為楚王，继续与秦对抗，最后战败，昌平君战死，项燕自杀，楚国灭亡。秦在楚地设九江郡。
- 前222年，南下的王翦大军攻陷越都会稽，降越君，越国灭亡[8]。秦在越地设会稽郡。

### 灭燕
- 前228年，秦军破赵以后，在追逐赵公子嘉时，大军接近燕国的西南边境，燕国面临灭亡的威胁。王翦屯军中山故地，准备下一步攻打燕国[7]。
- 前227年，燕太子丹派荆轲赴秦，准备以献督亢的地图和秦国逃将樊於期的首级之名刺杀秦王，望造成秦国混乱，以解灭亡的危险，结果荆轲刺秦失败被杀。
- 前226年，秦王以此为借口，派王翦率兵攻打燕国，秦军在易水大败燕军和前来支援的代军，攻陷蓟，燕王喜与太子丹率残部逃往辽东。后燕王喜甚惧，聽信代王嘉之計，把太子丹杀死，把头颅献给秦國，以求解秦王嬴政之怒。
- 前222年，秦將王贲进军辽东，歼灭燕军，俘获燕王喜，燕国灭亡。然后，王贲又率军灭掉代国，俘获代王嘉[9][10]。

### 灭齐
秦国长期以来籠絡齐国，秦国重金收买齐丞相勝，使齐国既不合纵抗秦，也不加强战备。齐王建听信后胜的主张。齐王建在位四十多年，“事秦谨”，不修战备。直到秦国灭五国后，齐王才顿感秦国的威胁，慌忙将军队集结到西部边境，准备抵御秦军的进攻。前221年，秦王以齐拒绝與秦通使为由，命王贲率领秦军伐齐，秦军避开齐军西部主力，由燕地南下直奔齐都临淄（今山东淄博北）。臨淄民眾面对秦军突然来攻，措手不及，不敢抵抗。齐王不战而降，齐国灭亡。秦在齐地设置齐郡和琅邪郡。

## 后续
秦在统一过程中，派遣数十万内地人民到南方去戍守，把中原先进的生产技术和工具带到南方，促进当地的开发，同时还修通道路，特别是修凿灵渠，使长江水系同珠江水系连结起来，对中原地区同南方、西南的经济文化交流起了重要的作用。
经过对匈奴、百越的战争后，秦的疆域空前辽阔，东达大海，西至临洮，“南至北向户，北据河为塞，并阴山至辽东”，成为華夏歷史上第一個中央集權制國家。